# Часникова
Часнико́ва (рос. Чеснокова) — присілок у складі Шуміхинського району Курганської області, Росія. Входить до складу Кушмянської сільської ради.
Населення — 125 осіб (2010, 166 у 2002).
Національний склад станом на 2002 рік: росіяни — 97 %.
Стара назва — Часниково.